# Kuiama
Kuiama is een lied geschreven door Jeff Lynne van en voor het Electric Light Orchestra.
Het nummer werd opgenomen om te worden geplaatst als laatste nummer op kant 2 van het album ELO 2, één van de a-commercieelste langspeelplaten van de band; alle nummers waren te lang om als single te worden uitgegeven. Lynne schreef een protestlied tegen oorlog, met wellicht de Vietnamoorlog voor ogen. In de tijd dat het album werd uitgegeven in 1973 waren er talloze Vietnamdemonstraties gaande. Lynne had elf minuten nodig om zijn verhaal te doen van een verweesd meisje, dat beide ouders verloor tijdens oorlogshandelingen enerzijds en een soldaat anderzijds, waarbij het lijkt of hij haar heeft meegnomen naar zijn thuisland heeft genomen (“you’re here today” en “In this country”). Hij verontschuldigt zich dat hij mee heeft gedaan met de gevechten en openbaart uiteindelijk dat hij het is geweest die haar ouders heeft gedood (“I wanted to run, but they gave me a gun” en “I heard them scream in their agony”). De verhaallijn is opgebouwd als een slaapliedje ("baby goodnight").  Het nummer heeft een instrumentaal middendeel dat "opgevuld" werd door soli op viool en cello; daarin is ook een sirene toe horen. De laatste strofe vermeldt echter "Kuiama she waits there for me". Het nummer eindigt in a-ritmische elektronische muziek op de Moogsynthesizer.
Alhoewel veel te lang voor single werd het toch een van de populairste liedjes van ELO, ook binnen de band zelf, aldus drummer Bev Bevan in 1973 tegenover de Birmingham Post & Mail. Violist Wilf Gibson had er ook in 2003 (dertig jaar na opname) goede herinneringen aan.
Kuiama werd ook wel tijdens concerten gespeeld en kreeg meerdere uitgaven, niet alleen via ELO2, maar ook diverse verzamelalbums. Progwereld zag een verband tussen het thema oorlog en de originele titel van het album, The lost planet.